# Larry Linville
Pour les articles homonymes, voir Linville.
Larry Linville est un acteur américain né le 29 septembre 1939 à Ojai, Californie (États-Unis), et mort le 10 avril 2000 à New York (États-Unis).

## Filmographie
- 1969 : Mission impossible S03E16 la cage de verre : Le capitaine Gulka(TV)
- 1969 : Docteur Marcus Welby (TV)
- 1971 : Vanished (TV)
- 1971 : Grand-père à louer (Kotch) : Peter Stiel
- 1971 : Bunny O'Hare : Max (Collector #1)
- 1972 : The Night Stalker (en) (TV) : Dr Robert Makurji
- 1972 : Search (TV) : Hugh Emery
- 1972 : The Stepmother : Dick Hill
- 1973-77 :(M*A*S*H) (TV)  : Major Frank Burns
- 1978 : Grandpa Goes to Washington (en) (série télévisée) : Maj. Gen. Kevin Kelley (unknown episodes, 1978-1979)
- 1979 : A Christmas for Boomer (TV)
- 1981 : Checking In (en) (série télévisée) : Lyle Block
- 1981 : The Girl, the Gold Watch & Dynamite (en) (TV) : Reins
- 1982 : Herbie, the Love Bug (série télévisée) : Randy Bigelow (unknown episodes)
- 1983 : Équipe de nuit (Night Partners) (TV) : Chief John Wilson
- 1984 : Paper Dolls ("Paper Dolls") (série télévisée) : Grayson Carr (unknown episodes)
- 1985 : Misfits of Science (TV) : Gen. Theil
- 1985 : School Spirit (en) : President Grimshaw
- 1988 : Blue Movies : Dr Gladding
- 1988 : Objectif terrienne (Earth Girls Are Easy) : Dr Bob
- 1989 : C.H.U.D. II - Bud the Chud : Dr Jewell
- 1990 : Rock 'n' Roll High School Forever (en) : Principal McGree
- 1992 : Body Waves : Himmel, the goofball fanatic
- 1994 : No Dessert, Dad, Till You Mow the Lawn (en) : J.J.
- 1994 : A Million to Juan (en) : Richard Dickerson
- 1995 : Angel's Tide
- 1997 : Pressure Point : Neil Kennedy
- 1998 : Fatal Pursuit : Shelby
- 1999 : Crazy for You (TV) : Everett Baker
- 2004 : West from North Goes South : Rev. Lowell